# Gare de Kruth
La gare de Kruth est une gare ferroviaire française de la ligne de Lutterbach à Kruth située sur le territoire de la commune de Kruth dans le département du Haut-Rhin, en région Grand Est.
Elle est mise en service en 1905 par la Direction générale impériale des chemins de fer d'Alsace-Lorraine. C'est une halte ferroviaire de la Société nationale des chemins de fer français (SNCF) desservie par des trains TER Grand Est.

## Situation ferroviaire
Établie à 463 m d'altitude, la gare de Kruth est située au point kilométrique (PK) 32,035 de la ligne de Lutterbach à Kruth, après la gare d'Oderen. Elle est la gare terminus de la ligne.

## Histoire
Le prolongement de la ligne de Mulhouse à Thann, puis Wesserling jusqu'à Kruth est envisagé avant la défaite française de la guerre de 1870. Cette petite ligne de 3,6 km est finalement réalisée par l'Allemagne qui la met en service en décembre 1904.

## Fréquentation
De 2015 à 2024, selon les estimations de la SNCF, la fréquentation annuelle de la gare s'élève aux nombres indiqués dans le tableau ci-dessous.
| Année     | 2015   | 2016   | 2017   | 2018   | 2019   | 2020   | 2021   | 2022   | 2023   | 2024   |
| --------- | ------ | ------ | ------ | ------ | ------ | ------ | ------ | ------ | ------ | ------ |
| Voyageurs | 25 185 | 25 601 | 25 830 | 24 164 | 26 336 | 18 542 | 20 013 | 25 710 | 32 742 | 35 800 |

## Service des voyageurs

### Accueil
Halte SNCF, c'est un point d'arrêt non géré (PANG) à entrée libre. Elle est équipée d'automates pour l'achat de titres de transport.

### Desserte
Kruth est desservie par des trains TER Grand Est qui effectuent des missions : entre les gares de Kruth et Thann ou Thann-Saint-Jacques ; et entre les gares de Kruth et Mulhouse-Ville.

### Intermodalité
Un parking pour les véhicules est aménagé.

## Galerie de photos

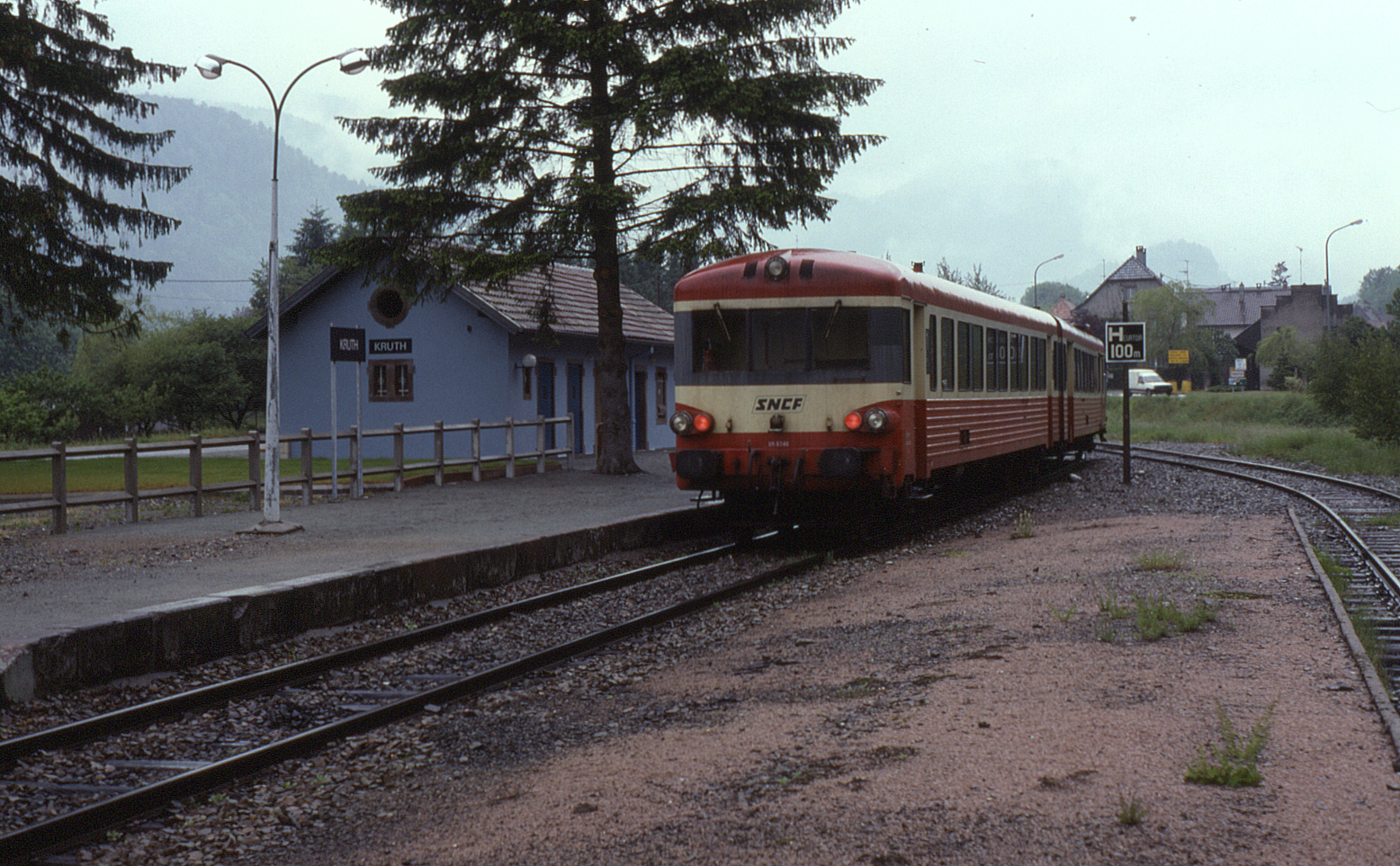
X 4300 en gare dans 1991
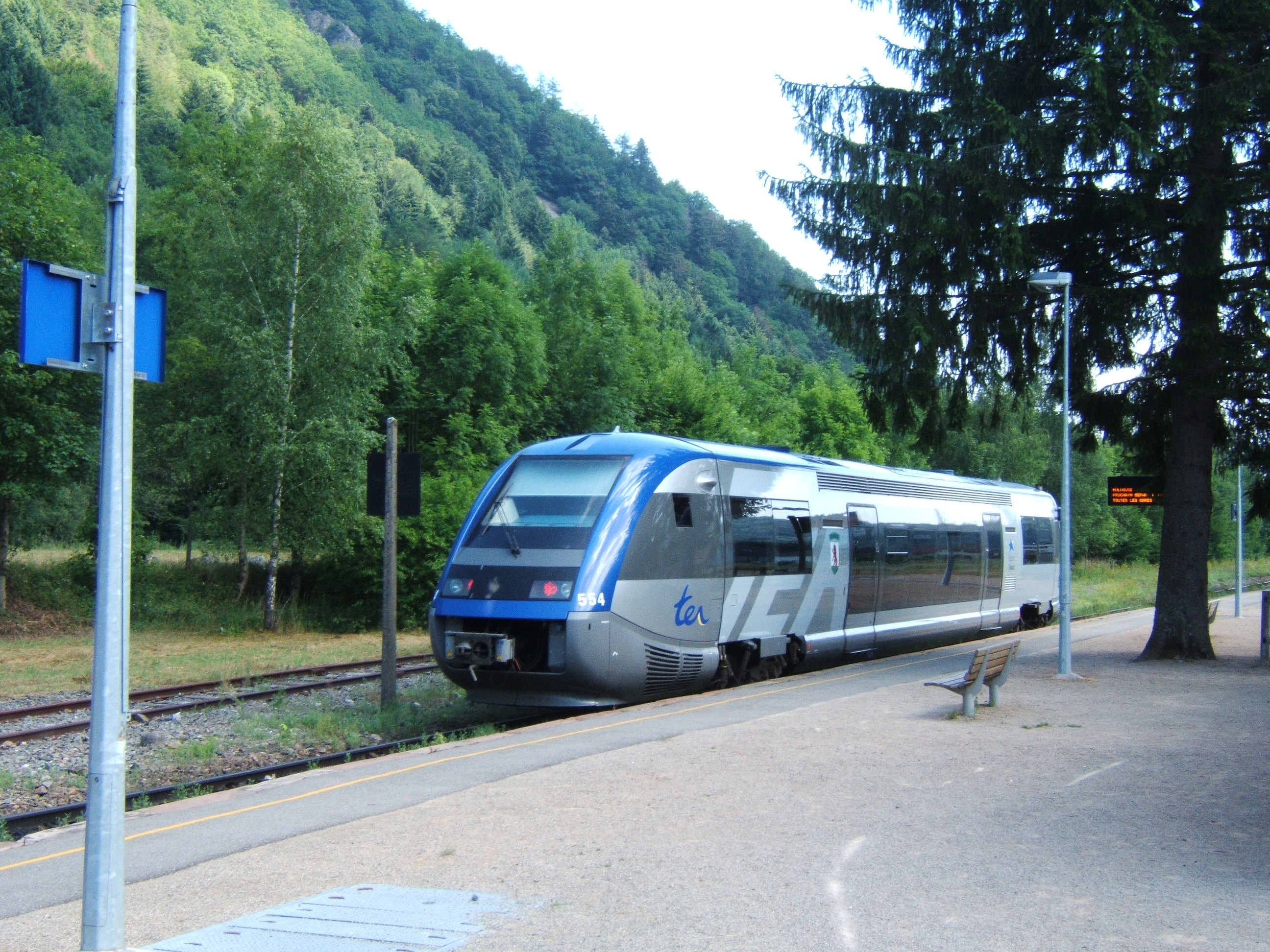
TER X 73500 en gare dans 2006.
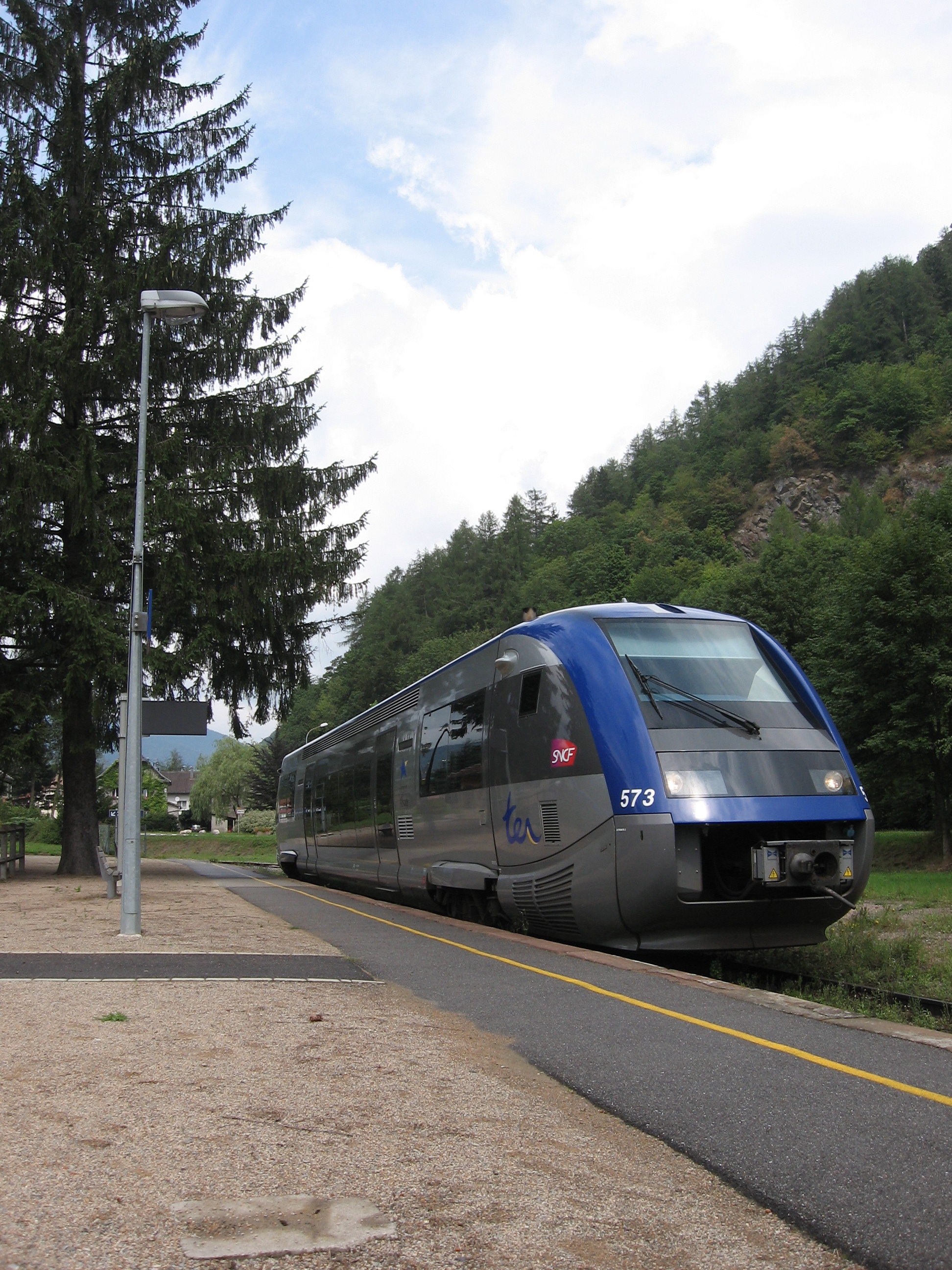
TER X 73500 en gare dans 2006.
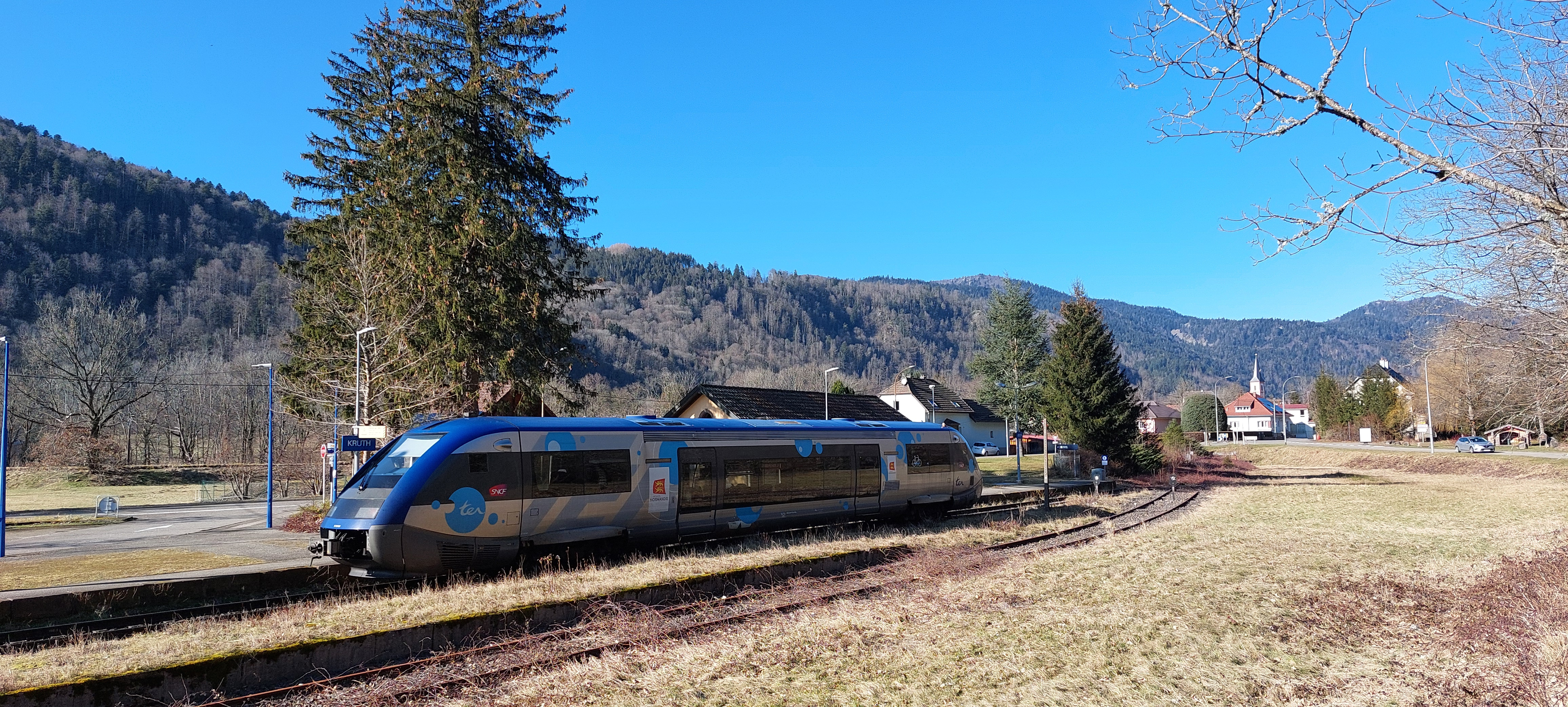
X 73548 á Gare de Kruth 2025.